# نووا گالیسیا
نووا گالیسیا (گالیسی: Reino de Nova Galicia) پادشاهی خودمختار نایب‌السلطنه اسپانیای نو بود.